# مارك ر. هاميلتون
مارك ر. هاميلتون (بالإنجليزية: Mark R. Hamilton)‏ هو أكاديمي أمريكي، ولد في عقد 1940.